# 大相撲の決まり手一覧
大相撲の決まり手一覧（おおずもうのきまりていちらん）では、大相撲における決まり手を挙げる。日本相撲協会が定めた相撲の技は、決まり手八十二手と、非技（勝負結果）5つである。なお、アマチュア相撲にもこの決まり手が使用されている。このほか、反則負け（髪の毛をつかむことや、まわしがはずれる不浄負けなど）が規定されている。

## 決まり手八十二手と非技
2000年12月制定の日本相撲協会の公式の決まり手。その時に追加された技12手、非技3つには末尾に*を付す。

### 基本技
基本技(7手)は以下である。
- 突き出し
- 突き倒し
- 押し出し
- 押し倒し
- 寄り切り

- 寄り倒し
- 浴びせ倒し

### 投げ手
投げ手(13手)は以下である。
- 上手投げ
- 下手投げ
- 小手投げ
- 掬い投げ
- 上手出し投げ

- 下手出し投げ
- 腰投げ
- 首投げ
- 一本背負い
- 二丁投げ

- 櫓投げ
- 掛け投げ
- 掴み投げ

### 掛け手
掛け手(18手)は以下である。
- 内掛け
- 外掛け
- ちょん掛け
- 切り返し
- 河津掛け

- 蹴返し
- 蹴手繰り
- 三所攻め
- 渡し込み
- 二枚蹴り

- 小股掬い
- 外小股
- 大股
- 褄取り
- 小褄取り*

- 足取り
- 裾取り
- 裾払い

### 反り手
反り手(6手)は以下である。
- 居反り
- 撞木反り
- 掛け反り
- 襷反り
- 外襷反り

- 伝え反り*

### 捻り手
捻り手(19手)は以下である。
- 突き落とし
- 巻き落とし
- とったり
- 逆とったり
- 肩透かし

- 外無双
- 内無双
- 頭捻り
- 上手捻り
- 下手捻り

- 網打ち
- 鯖折り
- 波離間投げ
- 大逆手*
- 腕捻り

- 合掌捻り
- 徳利投げ*
- 首捻り
- 小手捻り*

### 特殊技
特殊技(19手)は以下である。
- 引き落とし
- 引っ掛け
- 叩き込み
- 素首落とし*
- 吊り出し

- 送り吊り出し*
- 吊り落とし
- 送り吊り落とし*
- 送り出し
- 送り倒し

- 送り投げ*
- 送り掛け*
- 送り引き落とし*
- 割り出し
- うっちゃり

- 極め出し
- 極め倒し
- 後ろもたれ*
- 呼び戻し

### 非技
非技（勝負結果）(5種)は以下である。
- 勇み足
- 腰砕け
- つき手*
- つきひざ*
- 踏み出し*

## その他の技
日本相撲協会の決まり手八十二手と非技の名称としては採用されたことがない技を以下に挙げる。
長い歴史を持つ競技ゆえに数多くの決まり手やその呼称が考案された。以下はその一例である。これらの決まり手が使われたときは、公式には現行の決まり手もしくは反則（カッコ内の→で示したもの）に当てはめる。
これらの決まり手は、公式の決まり手の制定以前に各マスコミで用いられたことがあるものも多いが、当時はマスコミによって決まり手報道がバラバラであった。
- 寄り出し（→寄り切り）
- 押し切り（→押し出し）
- 突き放し（→突き出し）
- 矢柄投げ（→上手投げ、上手出し投げ、掴み投げ等）
- 空穂づけ（→下手投げ、腰投げ等）
- 押し落とし（→押し倒し）
- 押し放し（→押し出し）
- 引き倒し（→引き落とし）
- 泉川・撓め出し（→極め出し）
- しき小股（→足取り）
- 掛反[1]（→河津掛け）
- 絹かつぎ・衣被き・きぬぞり[2]（→撞木反り、襷反り、居反り等）
- 鴨の入首[3][4]
- きぬうり（→居反り）
- 大渡し（→渡し込み）
- 抱え投げ・抱き投げ（→送り投げ、送り吊り落とし）
- 掛け靠れ（→内掛け、外掛け等）
- 搦み投げ（→掛け投げ）
- 首叩き（→叩き込み）
- 叉股返し（→足取り）
- 頭突き
- 高無双（→外無双）
- 外足（→足取り）
- 胴捻り（→掬い投げ、巻き落とし）
- 飛び違い（→蹴手繰り、叩き込み）
- 巴投げ
- 二足掛け
- 二丁掛け（→二丁投げ）
- 喉輪（→押し出し）
- 掃き手（→つき手）
- 叩き落とし（→叩き込み）
- 瓢廻し（→上手投げ）
- 踏み切り（→踏み出し）
- 靠れ込み（→浴びせ倒し）
- 両手捻り
- 呼び返し
- 五輪砕き（2024年現在、技扱いでありこれのみでは勝ちにならない[要出典]）
- 不浄負け（→反則）

決まり手八十二手では細分化されているもの。
- 出し投げ（→上手出し投げ、下手出し投げ）
- 捻り（→各種の捻り手）
- 反り（→各種の反り手）

決まり手八十二手では統合されたもの。
- 上手櫓・下手櫓（→櫓投げ）

決まり手八十二手では別の名称で呼ばれてるもの。
- 裾返し（→裾払い）
- 胴突き（→吊り落とし）
- 外襷（→外襷反り）
- 抱え出し・抱き出し（→送り吊り出し）
- 踏み越し（→勇み足）

以下は「近世日本相撲史」などの取組の記録にある。ここではその決まり手の名称・読みおよびその決まり手が記録された取組を示す。
- 後ろ曳き廻し（うしろひきまわし）
  - 昭和25年9月場所10日目　○時津山－八方山×
- 掛け倒し（かけたおし）
  - 昭和2年3月場所3日目　○泉洋－新海×
- 逆捻り（ぎゃくひねり）
  - 昭和5年10月場所10日目　○玉錦－武藏山×
  - 昭和9年5月場所5日目　○男女ノ川－大邱山×
  - 昭和11年1月場所中日(6日目)　○武藏山－大潮×
  - 昭和12年5月場所9日目　○青葉山－防長山×
- 蹴り投げ（けりなげ）
  - 昭和32年3月場所2日目　○那智ノ山－瀧見山×
- 逆手投げ（さかてなげ）
  - 昭和2年1月場所4日目　○常陸嶽－荒熊×
- 突き櫓（つきやぐら）
  - 昭和13年1月場所3日目　○五ツ嶋－名寄岩×
- 抜け襷（ぬけだすき）
  - 昭和23年10月場所8日目　○櫻錦－不動岩×
- 払い出し（はらいだし）
  - 昭和26年9月場所中日　○宮城海－大ノ浦×
- 腹櫓（はらやぐら）
  - 昭和13年5月場所9日目　○鹿嶌洋－大潮×
- 捻り倒し（ひねりたおし）
  - 昭和2年1月場所2日目　○楢錦－阿久津川×
  - 昭和2年5月場所10日目　○晴ノ海－琴ヶ浦×
- 持ち出し（もちだし）
  - 昭和16年1月場所2日目　○肥州山－楯甲×
  - 昭和16年1月場所9日目　○肥州山－桂川×
  - 昭和26年1月場所14日目　○若葉山－鳴門海×